# Сатурн (премия, 2006)
32-я церемония вручения наград премии «Сатурн» за заслуги в области фантастики, фэнтези и фильмов ужасов за 2005 год состоялась 2 мая 2006 года в «Universal City Hilton Hotel» (Лос-Анджелес, Калифорния).

## Победители и номинанты
Победители указаны первыми, выделены жирным шрифтом и  отдельным цветом. 

### Кино-награды
| Категории                                        | Лауреаты и номинанты                                                                                              | Лауреаты и номинанты                                                                                            | Лауреаты и номинанты                                                                             |
| ------------------------------------------------ | --- | --- | ------------------------------------------------------------------------------------------------ |
| Лучший научно-фантастический фильм               | • Звёздные войны. Эпизод III: Месть ситхов / Star Wars Episode III: Revenge of the Sith                           | • Звёздные войны. Эпизод III: Месть ситхов / Star Wars Episode III: Revenge of the Sith                         | • Звёздные войны. Эпизод III: Месть ситхов / Star Wars Episode III: Revenge of the Sith          |
| Лучший научно-фантастический фильм               | • Фантастическая четвёрка / Fantastic Four                                                                        | |                                                                                                  |
| Лучший научно-фантастический фильм               | • Остров / The Island                                                                                             | |                                                                                                  |
| Лучший научно-фантастический фильм               | • Пиджак / The Jacket                                                                                             | |                                                                                                  |
| Лучший научно-фантастический фильм               | • Миссия «Серенити» / Serenity                                                                                    | |                                                                                                  |
| Лучший научно-фантастический фильм               | • Война миров / War of the Worlds                                                                                 | |                                                                                                  |
| Лучший фильм-фэнтези                             | • Бэтмен: Начало / Batman Begins                                                                                  | • Бэтмен: Начало / Batman Begins                                                                                | • Бэтмен: Начало / Batman Begins                                                                 |
| Лучший фильм-фэнтези                             | • Чарли и шоколадная фабрика / Charlie and the Chocolate Factory                                                  | |                                                                                                  |
| Лучший фильм-фэнтези                             | • Хроники Нарнии: Лев, колдунья и волшебный шкаф / The Chronicles of Narnia: The Lion, the Witch and the Wardrobe | |                                                                                                  |
| Лучший фильм-фэнтези                             | • Гарри Поттер и Кубок огня / Harry Potter and the Goblet of Fire                                                 | |                                                                                                  |
| Лучший фильм-фэнтези                             | • Кинг-Конг / King Kong                                                                                           | |                                                                                                  |
| Лучший фильм-фэнтези                             | • Затура: Космическое приключение / Zathura: A Space Adventure                                                    | |                                                                                                  |
| Лучший фильм ужасов                              | • Шесть демонов Эмили Роуз / The Exorcism of Emily Rose                                                           | • Шесть демонов Эмили Роуз / The Exorcism of Emily Rose                                                         | • Шесть демонов Эмили Роуз / The Exorcism of Emily Rose                                          |
| Лучший фильм ужасов                              | • Константин: Повелитель тьмы / Constantine                                                                       | |                                                                                                  |
| Лучший фильм ужасов                              | • Земля мёртвых / Land of the Dead                                                                                | |                                                                                                  |
| Лучший фильм ужасов                              | • Пила 2 / Saw II                                                                                                 | |                                                                                                  |
| Лучший фильм ужасов                              | • Ключ от всех дверей / The Skeleton Key                                                                          | |                                                                                                  |
| Лучший фильм ужасов                              | • Волчья яма / Wolf Creek                                                                                         | |                                                                                                  |
| Лучший приключенческий фильм, боевик или триллер | • Город Грехов / Sin City                                                                                         | • Город Грехов / Sin City                                                                                       | • Город Грехов / Sin City                                                                        |
| Лучший приключенческий фильм, боевик или триллер | • Иллюзия полёта / Flightplan                                                                                     | |                                                                                                  |
| Лучший приключенческий фильм, боевик или триллер | • Оправданная жестокость / A History of Violence                                                                  | |                                                                                                  |
| Лучший приключенческий фильм, боевик или триллер | • Поцелуй навылет / Kiss Kiss Bang Bang                                                                           | |                                                                                                  |
| Лучший приключенческий фильм, боевик или триллер | • Мистер и миссис Смит / Mr. & Mrs. Smith                                                                         | |                                                                                                  |
| Лучший приключенческий фильм, боевик или триллер | • Олдбой / 올드보이 (Oldeuboi)                                                                                    | |                                                                                                  |
| Лучший приключенческий фильм, боевик или триллер | • Ночной рейс / Red Eye                                                                                           | |                                                                                                  |
| Лучший полнометражный мультфильм                 | • Труп невесты / Corpse Bride                                                                                     | • Труп невесты / Corpse Bride                                                                                   | • Труп невесты / Corpse Bride                                                                    |
| Лучший полнометражный мультфильм                 | • Цыплёнок Цыпа / Chicken Little                                                                                  | |                                                                                                  |
| Лучший полнометражный мультфильм                 | • Ходячий замок / ハウルの動く城 (Hauru no ugoku shiro)                                                           | |                                                                                                  |
| Лучший полнометражный мультфильм                 | • Правдивая история Красной Шапки / Hoodwinked!                                                                   | |                                                                                                  |
| Лучший полнометражный мультфильм                 | • Мадагаскар / Madagascar                                                                                         | |                                                                                                  |
| Лучший полнометражный мультфильм                 | • Уоллес и Громит: Проклятие кролика-оборотня / Wallace & Gromit: The Curse of the Were-Rabbit                    | |                                                                                                  |
| Лучший киноактёр                                 | Кристиан Бейл | • Кристиан Бейл — «Бэтмен: Начало» (за роль Брюса Уэйна / Бэтмена)                                              | • Кристиан Бейл — «Бэтмен: Начало» (за роль Брюса Уэйна / Бэтмена)                               |
| Лучший киноактёр                                 | Кристиан Бейл | • Вигго Мортенсен — «Оправданная жестокость» (за роль Тома Столла)                                              |                                                                                                  |
| Лучший киноактёр                                 | Кристиан Бейл | • Роберт Дауни мл. — «Поцелуй навылет» (за роль Гарри Локхарта)                                                 |                                                                                                  |
| Лучший киноактёр                                 | Кристиан Бейл | • Пирс Броснан — «Матадор» (за роль Джулиана Нобла)                                                             |                                                                                                  |
| Лучший киноактёр                                 | Кристиан Бейл | • Хейден Кристенсен — «Звёздные войны. Эпизод III: Месть ситхов» (за роль Энакина Скайуокера / Дарта Вейдера)   |                                                                                                  |
| Лучший киноактёр                                 | Кристиан Бейл | • Том Круз — «Война миров» (за роль Рэя Ферье)                                                                  |                                                                                                  |
| Лучшая киноактриса                               | Наоми Уоттс | • Наоми Уоттс — «Кинг-Конг» (за роль Энн Дэрроу)                                                                | • Наоми Уоттс — «Кинг-Конг» (за роль Энн Дэрроу)                                                 |
| Лучшая киноактриса                               | Наоми Уоттс | • Тильда Суинтон — «Хроники Нарнии: Лев, колдунья и волшебный шкаф» (за роль Белой Колдуньи)                    |                                                                                                  |
| Лучшая киноактриса                               | Наоми Уоттс | • Лора Линни — «Шесть демонов Эмили Роуз» (за роль Эрин Брунер)                                                 |                                                                                                  |
| Лучшая киноактриса                               | Наоми Уоттс | • Джоди Фостер — «Иллюзия полёта» (за роль Кайли Прэтт)                                                         |                                                                                                  |
| Лучшая киноактриса                               | Наоми Уоттс | • Рэйчел МакАдамс — «Ночной рейс» (за роль Лизы Райсерт)                                                        |                                                                                                  |
| Лучшая киноактриса                               | Наоми Уоттс | • Натали Портман — «Звёздные войны. Эпизод III: Месть ситхов» (за роль Падме Амидалы)                           |                                                                                                  |
| Лучший киноактёр второго плана                   | Микки Рурк | • Микки Рурк — «Город Грехов» (за роль Марва)                                                                   | • Микки Рурк — «Город Грехов» (за роль Марва)                                                    |
| Лучший киноактёр второго плана                   | Микки Рурк | • Лиам Нисон — «Бэтмен: Начало» (за роль Анри Дюкарда / Ра’с аль Гула)                                          |                                                                                                  |
| Лучший киноактёр второго плана                   | Микки Рурк | • Уильям Хёрт — «Оправданная жестокость» (за роль Ричи Кьюсака)                                                 |                                                                                                  |
| Лучший киноактёр второго плана                   | Микки Рурк | • Вэл Килмер — «Поцелуй навылет» (за роль Гея Перри)                                                            |                                                                                                  |
| Лучший киноактёр второго плана                   | Микки Рурк | • Киллиан Мёрфи — «Ночной рейс» (за роль Джексона Риппнера)                                                     |                                                                                                  |
| Лучший киноактёр второго плана                   | Микки Рурк | • Иан Макдермид — «Звёздные войны. Эпизод III: Месть ситхов» (за роль канцлера Палпатина / Дарта Сидиуса)       |                                                                                                  |
| Лучшая киноактриса второго плана                 | Саммер Глау | • Саммер Глау — «Миссия „Серенити“» (за роль Ривер Тэм)                                                         | • Саммер Глау — «Миссия „Серенити“» (за роль Ривер Тэм)                                          |
| Лучшая киноактриса второго плана                 | Саммер Глау | • Кэти Холмс — «Бэтмен: Начало» (за роль Рэйчел Дауэс)                                                          |                                                                                                  |
| Лучшая киноактриса второго плана                 | Саммер Глау | • Дженнифер Карпентер — «Шесть демонов Эмили Роуз» (за роль Эмили Роуз)                                         |                                                                                                  |
| Лучшая киноактриса второго плана                 | Саммер Глау | • Мишель Монаган — «Поцелуй навылет» (за роль Хармони Фэйт)                                                     |                                                                                                  |
| Лучшая киноактриса второго плана                 | Саммер Глау | • Джессика Альба — «Город Грехов» (за роль Нэнси Каллахан)                                                      |                                                                                                  |
| Лучшая киноактриса второго плана                 | Саммер Глау | • Джина Роулендс — «Ключ от всех дверей» (за роль Вайолет Деверо)                                               |                                                                                                  |
| Лучший молодой актёр или актриса                 | Дакота Фэннинг на Лондонской премьере фильма «Война миров» (19 июня 2005)                                         | • Дакота Фэннинг — «Война миров» (за роль Рэйчел Ферье)                                                         | • Дакота Фэннинг — «Война миров» (за роль Рэйчел Ферье)                                          |
| Лучший молодой актёр или актриса                 | Дакота Фэннинг на Лондонской премьере фильма «Война миров» (19 июня 2005)                                         | • Фредди Хаймор — «Чарли и шоколадная фабрика» (за роль Чарли Бакета)                                           |                                                                                                  |
| Лучший молодой актёр или актриса                 | Дакота Фэннинг на Лондонской премьере фильма «Война миров» (19 июня 2005)                                         | • Уильям Моузли — «Хроники Нарнии: Лев, колдунья и волшебный шкаф» (за роль Питера Певенси)                     |                                                                                                  |
| Лучший молодой актёр или актриса                 | Дакота Фэннинг на Лондонской премьере фильма «Война миров» (19 июня 2005)                                         | • Дэниел Рэдклифф — «Гарри Поттер и Кубок огня» (за роль Гарри Поттера)                                         |                                                                                                  |
| Лучший молодой актёр или актриса                 | Дакота Фэннинг на Лондонской премьере фильма «Война миров» (19 июня 2005)                                         | • Алекс Этел — «Миллионы» (за роль Дэмьена Каннингема)                                                          |                                                                                                  |
| Лучший молодой актёр или актриса                 | Дакота Фэннинг на Лондонской премьере фильма «Война миров» (19 июня 2005)                                         | • Джош Хатчерсон — «Затура: Космическое приключение» (за роль Уолтера)                                          |                                                                                                  |
| Лучший режиссёр                                  | Питер Джексон | • Питер Джексон за фильм «Кинг-Конг»                                                                            | • Питер Джексон за фильм «Кинг-Конг»                                                             |
| Лучший режиссёр                                  | Питер Джексон | • Кристофер Нолан — «Бэтмен: Начало»                                                                            |                                                                                                  |
| Лучший режиссёр                                  | Питер Джексон | • Эндрю Адамсон — «Хроники Нарнии: Лев, колдунья и волшебный шкаф»                                              |                                                                                                  |
| Лучший режиссёр                                  | Питер Джексон | • Майк Ньюэлл — «Гарри Поттер и Кубок огня»                                                                     |                                                                                                  |
| Лучший режиссёр                                  | Питер Джексон | • Джордж Лукас — «Звёздные войны. Эпизод III: Месть ситхов»                                                     |                                                                                                  |
| Лучший режиссёр                                  | Питер Джексон | • Стивен Спилберг — «Война миров»                                                                               |                                                                                                  |
| Лучший сценарий                                  | Кристофер Нолан                                                                                                   | • Кристофер Нолан и Дэвид С. Гойер — «Бэтмен: Начало»                                                           | Дэвид С. Гойер                                                                                   |
| Лучший сценарий                                  | Кристофер Нолан                                                                                                   | • Энн Пикок, Эндрю Адамсон, Кристофер Маркус, Стефен МакФили — «Хроники Нарнии: Лев, колдунья и волшебный шкаф» | Дэвид С. Гойер                                                                                   |
| Лучший сценарий                                  | Кристофер Нолан                                                                                                   | • Стив Кловис — «Гарри Поттер и Кубок огня»                                                                     | Дэвид С. Гойер                                                                                   |
| Лучший сценарий                                  | Кристофер Нолан                                                                                                   | • Питер Джексон, Фрэн Уолш, Филиппа Бойенс — «Кинг-Конг»                                                        | Дэвид С. Гойер                                                                                   |
| Лучший сценарий                                  | Кристофер Нолан                                                                                                   | • Джордж Лукас — «Звёздные войны. Эпизод III: Месть ситхов»                                                     | Дэвид С. Гойер                                                                                   |
| Лучший сценарий                                  | Кристофер Нолан                                                                                                   | • Дэвид Кепп — «Война миров»                                                                                    | Дэвид С. Гойер                                                                                   |
| Лучшая музыка                                    | Джон Уильямс | • Джон Уильямс — «Звёздные войны. Эпизод III: Месть ситхов»                                                     | • Джон Уильямс — «Звёздные войны. Эпизод III: Месть ситхов»                                      |
| Лучшая музыка                                    | Джон Уильямс | • Джеймс Ньютон Ховард и Ханс Циммер — «Бэтмен: Начало»                                                         |                                                                                                  |
| Лучшая музыка                                    | Джон Уильямс | • Дэнни Эльфман — «Чарли и шоколадная фабрика»                                                                  |                                                                                                  |
| Лучшая музыка                                    | Джон Уильямс | • Патрик Дойл — «Гарри Поттер и Кубок огня»                                                                     |                                                                                                  |
| Лучшая музыка                                    | Джон Уильямс | • Джон Оттмен — «Поцелуй навылет»                                                                               |                                                                                                  |
| Лучшая музыка                                    | Джон Уильямс | • Джон Уильямс — «Война миров»                                                                                  |                                                                                                  |
| Лучшие костюмы                                   | • Айзис Массенден — «Хроники Нарнии: Лев, колдунья и волшебный шкаф»                                              | • Айзис Массенден — «Хроники Нарнии: Лев, колдунья и волшебный шкаф»                                            | • Айзис Массенден — «Хроники Нарнии: Лев, колдунья и волшебный шкаф»                             |
| Лучшие костюмы                                   | • Линди Хемминг — «Бэтмен: Начало»                                                                                | |                                                                                                  |
| Лучшие костюмы                                   | • Габриэлла Пескуччи — «Чарли и шоколадная фабрика»                                                               | |                                                                                                  |
| Лучшие костюмы                                   | • Яни Темиме — «Гарри Поттер и Кубок огня»                                                                        | |                                                                                                  |
| Лучшие костюмы                                   | • Терри Райан — «Кинг-Конг»                                                                                       | |                                                                                                  |
| Лучшие костюмы                                   | • Триша Биггар — «Звёздные войны. Эпизод III: Месть ситхов»                                                       | |                                                                                                  |
| Лучший грим                                      | Грегори Никотеро                                                                                                  | • Ховард Бергер, Никки Гули, Грегори Никотеро — «Хроники Нарнии: Лев, колдунья и волшебный шкаф»                | • Ховард Бергер, Никки Гули, Грегори Никотеро — «Хроники Нарнии: Лев, колдунья и волшебный шкаф» |
| Лучший грим                                      | Грегори Никотеро                                                                                                  | • Ник Дадмэн, Аманда Найт — «Гарри Поттер и Кубок огня»                                                         |                                                                                                  |
| Лучший грим                                      | Грегори Никотеро                                                                                                  | • Ричард Тейлор, Джино Асеведо, Домини Тилл, Питер Кинг — «Кинг-Конг»                                           |                                                                                                  |
| Лучший грим                                      | Грегори Никотеро                                                                                                  | • Ховард Бергер, Грегори Никотеро — «Земля мёртвых»                                                             |                                                                                                  |
| Лучший грим                                      | Грегори Никотеро                                                                                                  | • Ховард Бергер, Грегори Никотеро — «Город Грехов»                                                              |                                                                                                  |
| Лучший грим                                      | Грегори Никотеро                                                                                                  | • Дэйв Элси, Лоу Элси, Никки Гули — «Звёздные войны. Эпизод III: Месть ситхов»                                  |                                                                                                  |
| Лучшие спецэффекты                               | | • Джо Леттери, Ричард Тейлор, Кристиан Риверс, Брайан Ван’т Хул — «Кинг-Конг»                                   | • Джо Леттери, Ричард Тейлор, Кристиан Риверс, Брайан Ван’т Хул — «Кинг-Конг»                    |
| Лучшие спецэффекты                               | • Janek Sirrs, Дэн Гласс, Крис Корбоулд, Пол Дж. Франклин — «Бэтмен: Начало»                                      | |                                                                                                  |
| Лучшие спецэффекты                               | • Дин Райт, Билл Вестенхофер, Джим Берни, Скотт Фаррар — «Хроники Нарнии: Лев, колдунья и волшебный шкаф»         | |                                                                                                  |
| Лучшие спецэффекты                               | • Джим Митчелл, Тим Александр, Тимоти Уэббер, Джон Ричардсон — «Гарри Поттер и Кубок огня»                        | |                                                                                                  |
| Лучшие спецэффекты                               | • Джон Нолл, Роджер Гайетт, Роб Коулмэн, Brian Gernand — «Звёздные войны. Эпизод III: Месть ситхов»               | |                                                                                                  |
| Лучшие спецэффекты                               | • Деннис Мьюрен, Пабло Хелман, Рэнди Дутра, Daniel Sudick — «Война миров»                                         | |                                                                                                  |

### Телевизионные награды
| Категории                                               | Лауреаты и номинанты                                                | Лауреаты и номинанты                                                                        |
| ------------------------------------------------------- | ------------------------------------------------------------------- | ------------------------------------------------------------------------------------------- |
| Лучший телесериал, сделанный для эфирного телевидения   | • Остаться в живых / LOST                                           | • Остаться в живых / LOST                                                                   |
| Лучший телесериал, сделанный для эфирного телевидения   | • Нашествие / Invasion                                              |                                                                                             |
| Лучший телесериал, сделанный для эфирного телевидения   | • Побег / Prison Break                                              |                                                                                             |
| Лучший телесериал, сделанный для эфирного телевидения   | • Тайны Смолвиля / Smallville                                       |                                                                                             |
| Лучший телесериал, сделанный для эфирного телевидения   | • Сверхъестественное / Supernatural                                 |                                                                                             |
| Лучший телесериал, сделанный для эфирного телевидения   | • Поверхность / Surface                                             |                                                                                             |
| Лучший телесериал, сделанный для эфирного телевидения   | • Вероника Марс / Veronica Mars                                     |                                                                                             |
| Лучший телесериал, сделанный для кабельного телевидения | • Звёздный крейсер «Галактика» / Battlestar Galactica               | • Звёздный крейсер «Галактика» / Battlestar Galactica                                       |
| Лучший телесериал, сделанный для кабельного телевидения | • 4400 / The 4400                                                   |                                                                                             |
| Лучший телесериал, сделанный для кабельного телевидения | • Ищейка / The Closer                                               |                                                                                             |
| Лучший телесериал, сделанный для кабельного телевидения | • Части тела / Nip/Tuck                                             |                                                                                             |
| Лучший телесериал, сделанный для кабельного телевидения | • Звёздные врата: SG-1 / Stargate SG-1                              |                                                                                             |
| Лучший телесериал, сделанный для кабельного телевидения | • Звёздные врата: Атлантида / Stargate: Atlantis                    |                                                                                             |
| Лучшая телепостановка                                   | • Мастера ужасов / Masters of Horror                                | • Мастера ужасов / Masters of Horror                                                        |
| Лучшая телепостановка                                   | • Бермудский треугольник / The Triangle                             |                                                                                             |
| Лучшая телепостановка                                   | • На Запад / Into the West                                          |                                                                                             |
| Лучшая телепостановка                                   | • Откровения / Revelations                                          |                                                                                             |
| Лучшая телепостановка                                   | • День катастрофы 2: Конец света / Category 7: The End of the World |                                                                                             |
| Лучшая телепостановка                                   | • Таинственный остров / Mysterious Island                           |                                                                                             |
| Лучший телеактёр                                        | Мэттью Фокс                                                         | • Мэттью Фокс — «Остаться в живых» (за роль Джека Шепарда)                                  |
| Лучший телеактёр                                        | Мэттью Фокс                                                         | • Уильям Фихтнер — «Нашествие» (за роль шерифа Тома Андерлея)                               |
| Лучший телеактёр                                        | Мэттью Фокс                                                         | • Джулиан Макмэхон — «Части тела» (за роль доктора Кристиана Троя)                          |
| Лучший телеактёр                                        | Мэттью Фокс                                                         | • Уэнтуорт Миллер — «Побег» (за роль Майкла Скофилда)                                       |
| Лучший телеактёр                                        | Мэттью Фокс                                                         | • Том Уэллинг — «Тайны Смолвиля» (за роль Кларка Кента)                                     |
| Лучший телеактёр                                        | Мэттью Фокс                                                         | • Бен Браудер — «Звёздные врата: SG-1» (за роль подполковника Кэмерона Митчелла)            |
| Лучшая телеактриса                                      | Кристен Белл                                                        | • Кристен Белл — «Вероника Марс» (за роль Вероники Марс)                                    |
| Лучшая телеактриса                                      | Кристен Белл                                                        | • Дженнифер Гарнер — «Шпионка» (за роль Сидни Бристоу)                                      |
| Лучшая телеактриса                                      | Кристен Белл                                                        | • Дженнифер Лав Хьюит — «Говорящая с призраками» (за роль Мелинды Гордон)                   |
| Лучшая телеактриса                                      | Кристен Белл                                                        | • Эванджелин Лилли — «Остаться в живых» (за роль Кейт Остин)                                |
| Лучшая телеактриса                                      | Кристен Белл                                                        | • Патрисия Аркетт — «Медиум» (за роль Эллисон Дюбуа)                                        |
| Лучшая телеактриса                                      | Кристен Белл                                                        | • Кристин Кройк — «Тайны Смолвиля» (за роль Ланы Лэнг)                                      |
| Лучший телеактёр второго плана                          | Джеймс Кэллис                                                       | • Джеймс Кэллис — «Звёздный крейсер „Галактика“» (за роль доктора Гая Балтара)              |
| Лучший телеактёр второго плана                          | Джеймс Кэллис                                                       | • Джейми Бамбер — «Звёздный крейсер „Галактика“» (за роль капитана Ли «Аполло» Адамы)       |
| Лучший телеактёр второго плана                          | Джеймс Кэллис                                                       | • Адевале Акиннуойе-Агбадже — «Остаться в живых» (за роль мистера Эко)                      |
| Лучший телеактёр второго плана                          | Джеймс Кэллис                                                       | • Терри О’Куинн — «Остаться в живых» (за роль Джона Локка)                                  |
| Лучший телеактёр второго плана                          | Джеймс Кэллис                                                       | • Майкл Розенбаум — «Тайны Смолвиля» (за роль Лекса Лютора)                                 |
| Лучший телеактёр второго плана                          | Джеймс Кэллис                                                       | • Сэм Нилл — «Бермудский треугольник» (за роль Эрика Бенеролла)                             |
| Лучшая телеактриса второго плана                        | Кэти Сакхофф                                                        | • Кэти Сакхофф — «Звёздный крейсер „Галактика“» (за роль лейтенанта Кары Трейс («Старбак»)) |
| Лучшая телеактриса второго плана                        | Кэти Сакхофф                                                        | • Мишель Родригес — «Остаться в живых» (за роль Аны-Люсии Кортес)                           |
| Лучшая телеактриса второго плана                        | Кэти Сакхофф                                                        | • Эрика Дюранс — «Тайны Смолвиля» (за роль Лоис Лейн)                                       |
| Лучшая телеактриса второго плана                        | Кэти Сакхофф                                                        | • Эллисон Мэк — «Тайны Смолвиля» (за роль Хлои Салливан)                                    |
| Лучшая телеактриса второго плана                        | Кэти Сакхофф                                                        | • Клаудия Блэк — «Звёздные врата: SG-1» (за роль Валы Мал Доран)                            |
| Лучшая телеактриса второго плана                        | Кэти Сакхофф                                                        | • Кэтрин Белл — «Бермудский треугольник» (за роль Эмили Паттерсон)                          |

### DVD
| Категории                                    | Лауреаты и номинанты                                                                  |
| -------------------------------------------- | ------------------------------------------------------------------------------------- |
| Лучшее DVD-издание фильма                    | • Рэй Харрихаузен: Коллекция ранних лет / Ray Harryhausen: The Early Years Collection |
| Лучшее DVD-издание фильма                    | • Бионикл 3: В паутине теней / Bionicle 3: Web of Shadows                             |
| Лучшее DVD-издание фильма                    | • Буу! / Boo                                                                          |
| Лучшее DVD-издание фильма                    | • Куб Зеро / Cube Zero                                                                |
| Лучшее DVD-издание фильма                    | • Смерть по прейскуранту / Dead & Breakfast                                           |
| Лучшее DVD-издание фильма                    | • Рингеры: Властелин фанатов (документальный) / Ringers: Lord of the Fans             |
| Лучшее специальное DVD-издание               | • Город Грехов (for Sin City: Recut, Extended, Unrated) / Sin City                    |
| Лучшее специальное DVD-издание               | • Донни Дарко / Donnie Darko                                                          |
| Лучшее специальное DVD-издание               | • Вечное сияние чистого разума / Eternal Sunshine of the Spotless Mind                |
| Лучшее специальное DVD-издание               | • Суперсемейка / The Incredibles                                                      |
| Лучшее специальное DVD-издание               | • Лемони Сникет: 33 несчастья / Lemony Snicket’s A Series of Unfortunate Events       |
| Лучшее специальное DVD-издание               | • Пила: Игра на выживание / Saw                                                       |
| Лучшее DVD-издание классического фильма      | • Волшебник страны Оз / The Wizard of Oz (1939)                                       |
| Лучшее DVD-издание классического фильма      | • Бен-Гур / Ben-Hur (1959)                                                            |
| Лучшее DVD-издание классического фильма      | • Муха / The Fly (1986)                                                               |
| Лучшее DVD-издание классического фильма      | • Гладиатор / Gladiator (2000)                                                        |
| Лучшее DVD-издание классического фильма      | • Кинг-Конг / King Kong (1933)                                                        |
| Лучшее DVD-издание классического фильма      | • Титаник / Titanic (1997)                                                            |
| Лучший DVD-сборник                           | • Bela Lugosi Collection                                                              |
| Лучший DVD-сборник                           | • Mystery Science Theater 3000 Collection Vol. 7 & 8                                  |
| Лучший DVD-сборник                           | • Harold Lloyd Collection                                                             |
| Лучший DVD-сборник                           | • Hammer Horror Film Series                                                           |
| Лучший DVD-сборник                           | • Batman Collection                                                                   |
| Лучший DVD-сборник                           | • The Val Lewton Collection                                                           |
| Лучшее DVD-издание телесериала / телефильма  | • Остаться в живых (1-й сезон) / LOST                                                 |
| Лучшее DVD-издание телесериала / телефильма  | • Звёздный крейсер «Галактика» (2004—2009) (сезоны: 1, 2.0) / Battlestar Galactica    |
| Лучшее DVD-издание телесериала / телефильма  | • Звёздный путь: Энтерпрайз / Enterprise                                              |
| Лучшее DVD-издание телесериала / телефильма  | • Доктор Хаус (1-й сезон) / House M.D                                                 |
| Лучшее DVD-издание телесериала / телефильма  | • Тайны Смолвиля (4-й сезон) / Smallville                                             |
| Лучшее DVD-издание телесериала / телефильма  | • Франкенштейн: возрождённое зло / Frankenstein Reborn                                |
| Лучшее DVD-издание классического телесериала | • Величайший американский герой (1981—1983) / The Greatest American Hero              |
| Лучшее DVD-издание классического телесериала | • Третья планета от Солнца (1996—2001) (сезоны: 1, 2) / 3rd Rock from the Sun         |
| Лучшее DVD-издание классического телесериала | • Приключения Супермена (1952—1958) (1-й сезон) / Adventures of Superman              |
| Лучшее DVD-издание классического телесериала | • Альфред Хичкок представляет (1955—1962) (1-й сезон) / Alfred Hitchcock Presents     |
| Лучшее DVD-издание классического телесериала | • Колчак: ночной охотник (1974—1975) / Kolchak: The Night Stalker                     |
| Лучшее DVD-издание классического телесериала | • Детективное агентство «Лунный свет» (1985—1989) (сезоны: 1, 2) / Moonlighting       |

### Best Video Game Release
| Категории                                 | Лауреаты и номинанты                                                                              |
| ----------------------------------------- | ------------------------------------------------------------------------------------------------- |
| Best Video Game Release (Science Fiction) | • Battlefront II                                                                                  |
| Best Video Game Release (Science Fiction) | • The Incredible Hulk: Ultimate Destruction                                                       |
| Best Video Game Release (Science Fiction) | • Psychonauts                                                                                     |
| Best Video Game Release (Science Fiction) | • Star Wars: Knights of the Old Republic II – The Sith Lords                                      |
| Best Video Game Release (Science Fiction) | • TimeSplitters: Future Perfect                                                                   |
| Best Video Game Release (Fantasy)         | • God of War                                                                                      |
| Best Video Game Release (Fantasy)         | • Dragon Quest VIII: Journey of the Cursed King / ドラゴンクエストVIII 空と海と大地と呪われし姫君 |
| Best Video Game Release (Fantasy)         | • Guild Wars                                                                                      |
| Best Video Game Release (Fantasy)         | • Peter Jackson’s King Kong: The Official Game of the Movie                                       |
| Best Video Game Release (Fantasy)         | • Shadow of the Colossus / ワンダと巨像                                                           |
| Best Video Game Release (Horror)          | • Resident Evil 4 / バイオハザード4 (Biohazard 4)                                                 |
| Best Video Game Release (Horror)          | • Castlevania: Curse of Darkness / 悪魔城ドラキュラ 闇の呪印                                      |
| Best Video Game Release (Horror)          | • F.E.A.R.: First Encounter Assault Recon                                                         |
| Best Video Game Release (Horror)          | • Fahrenheit                                                                                      |
| Best Video Game Release (Horror)          | • Stubbs the Zombie in Rebel Without a Pulse                                                      |

### Специальные награды
| Награда                                       | Лауреаты |
| --------------------------------------------- | --- |
| Filmmaker’s Showcase Award                    | • Шейн Блэк — Black wrote the 1987 action film, Lethal Weapon, as well as The Last Boy Scout for producer Joel Silver. Black is being recognized for his work in the 2005 Warner Bros. film, Kiss Kiss Bang Bang. The film has received five Saturn Award nominations.                                                                                                   |
| Награда Восходящей Звезде (Rising Star Award) | • Брэндон Рут — Routh is starring as Superman in this summer’s highly anticipated Warner Bros. film release, Superman Returns directed by Bryan Singer. |
| Премия Джорджа Пала                           | • Рэй Харрихаузен — The legendary filmmaker behind such fantasy film classics as Jason and the Argonauts, The 7th Voyage of Sinbad and Clash of the Titans […] is considered to be the inspiration for many of today’s top filmmakers who work in the genres of fantasy and science fiction which include Peter Jackson, James Cameron, Gale Anne Hurd and George Lucas. |